# Concert van The Beatles op het dak

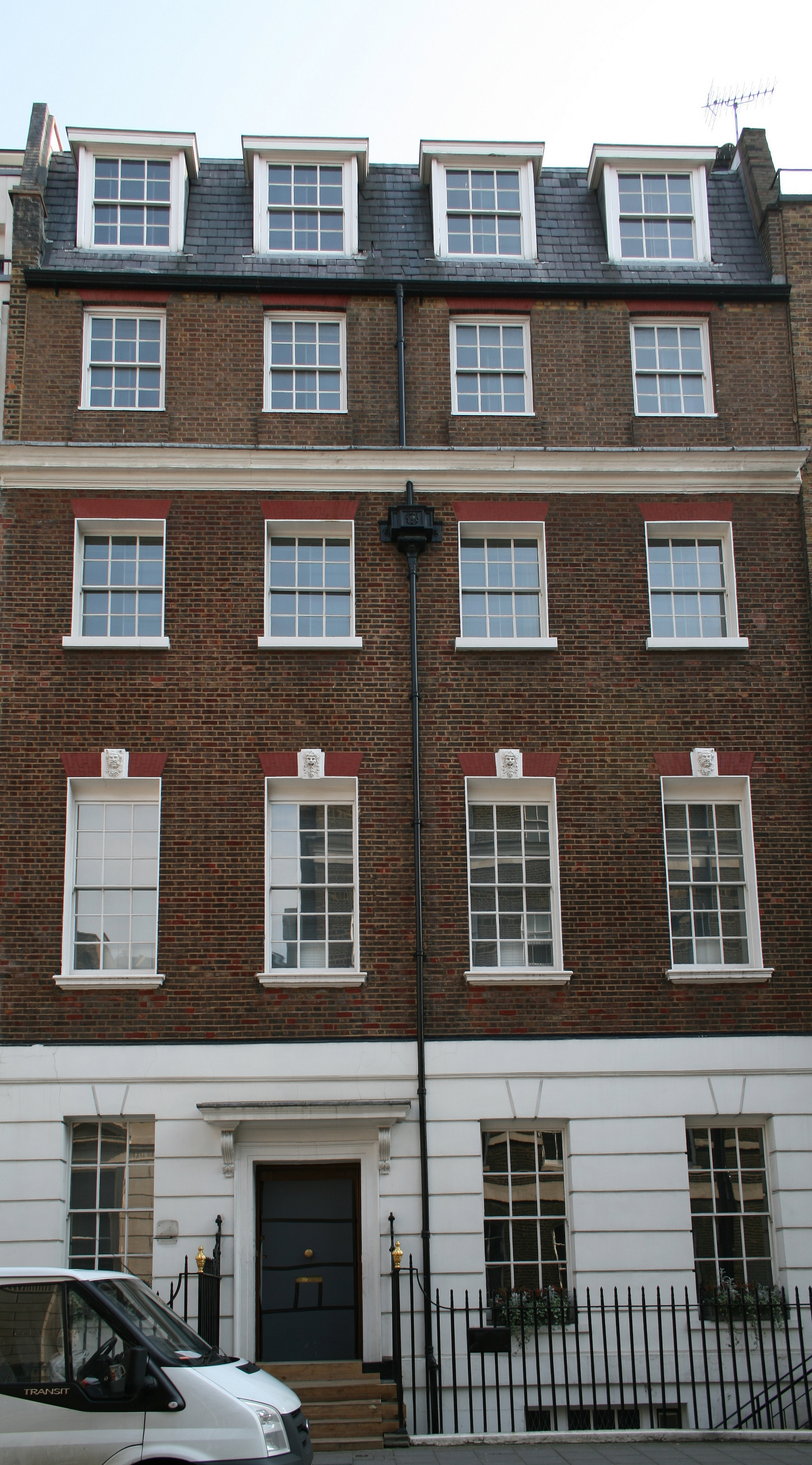
3 Savile Row, de locatie van het concert.

Op 30 januari 1969 gaf de Britse rockband The Beatles een concert in Londen op het dak van het gebouw waar hun bedrijf Apple Corps was gevestigd. Dit concert werd bekend onder de naam Rooftop Concert. De band trad, samen met toetsenist Billy Preston, 42 minuten op voordat het concert werd beëindigd door de politie, die meerdere klachten over geluidsoverlast had ontvangen. Het is het laatste concert dat de band gaf.
Een deel van het concert was te zien in de documentaire Let It Be uit 1970, over de making-of van het gelijknamige album. Drie nummers die tijdens het concert werden gespeeld, "I've Got a Feeling", "One After 909" en "Dig a Pony", verschenen in deze versie ook op het album. In 2021 was het gehele concert te zien in de documentaire The Beatles: Get Back, en op 28 januari 2022 werd de audio van het gehele concert uitgebracht op het album Get Back - The Rooftop Performance.

## Achtergrond
Het concert was niet aangekondigd, en het werd pas een paar dagen van tevoren besloten dat het echt plaats zou vinden. Het was de bedoeling dat The Beatles hun terugkeer als optredende artiesten zouden maken. George Harrison had echter geen zin in een groot optreden en stapte een paar dagen eerder tijdelijk op uit de band, dus werd besloten om het concert dichtbij huis plaats te laten vinden. Harrison nodigde ook toetsenist Billy Preston uit om met de band samen te spelen.
Voor het vertrek van Harrison werden allerlei locaties waar het concert plaats kon vinden gesuggereerd. Het is niet bekend wie met het idee kwam om het optreden op het dak van het gebouw waar hun opnamestudio zat te houden. Volgens Preston kwam John Lennon met het idee, volgens geluidstechnicus Glyn Johns bedacht hij het idee in een gesprek met Ringo Starr, en in The Beatles: Get Back is te zien hoe Johns en regisseur Michael Lindsay-Hogg aan Paul McCartney vroegen om het concert op het dak te houden, waarop McCartney enthousiast reageerde.

## Optreden
Tot op het laatste moment waren The Beatles er niet van overtuigd dat het optreden moest doorgaan. Roadmanager Mal Evans had alles al voorbereid: alle instrumenten en apparatuur stonden op het dak. Ook stonden er meerdere camera's op het dak, in de receptie van het gebouw, op straat en op het dak van een gebouw aan de overkant van de straat.
Rond 12:30 uur 's middags betraden The Beatles en Preston het dak. Veel bedrijven die in deze wijk gevestigd waren, hadden op dat moment lunchpauze. Een groot deel van de werknemers was verbaasd over het geluid dat van het dak kwam. Na verloop van tijd werd duidelijk dat The Beatles aan het optreden waren en verspreidde het nieuws zich. De meeste mensen waren positief over het optreden, maar de Londense politie kreeg desondanks een aantal klachten over geluidsoverlast. Daarnaast zorgde de grote verzameling van mensen op straat voor een verkeersinfarct. Een aantal agenten betraden het gebouw, maar werknemers van Apple Corps wilden hen geen toegang tot het dak geven. Pas nadat er met arrestaties werd gedreigd, konden de agenten naar het dak gaan.
Volgens Johns had de band al verwacht dat het optreden zou worden onderbroken door de politie. McCartney had zelfs de uitspraak gedaan: "[We moeten optreden] op een plaats waar het niet mag. Het is alsof we zonder toestemming een gebouw betreden, onze instrumenten klaarzetten en gaan optreden. Dan worden we met geweld afgevoerd terwijl we nog steeds onze nummers spelen en de politie je optilt en meeneemt."
De politie kreeg tijdens het op een na laatste nummer, "Don't Let Me Down", toegang tot het dak. Tijdens het laatste nummer, "Get Back", improviseerde McCartney een tekst die verwijst naar de situatie: "You've been playing on the roofs again, and you know your momma doesn’t like it, she’s gonna have you arrested!" (Je bent weer op het dak aan het spelen, en je weet dat je moeder dat niet leuk vindt, ze zal ervoor zorgen dat je gearresteerd wordt!) Evans kreeg opdracht van de politie om de gitaarversterkers van Lennon en Harrison uit te zetten, maar Harrison zette die van hem zelf weer aan. Evans zette hierop die van Lennon ook weer aan.
Met "Get Back" kwam een einde aan het concert. McCartney sloot af met de woorden "Thanks Mo", verwijzend naar Maureen Starkey, de vrouw van Starr, die applaudisseerde. Lennon sprak vervolgens de woorden "I'd like to say thank you on behalf of the group and ourselves, and I hope we've passed the audition." (Ik wil jullie graag bedanken namens de groep en onszelf, en ik hoop dat we zijn geslaagd voor de auditie.) Deze teksten zijn ook te horen aan het eind van het album Let It Be.

## Setlist
Het concert bestond uit negen takes van vijf Beatles-nummers: drie van "Get Back", twee van zowel "Don't Let Me Down" en "I've Got a Feeling", en een van "One After 909" en "Dig a Pony". De eerste take van "I've Got a Feeling" en de takes van "One After 909" en "Dig a Pony" verschenen op het album Let It Be. In 1996 werd de derde take van "Get Back" uitgebracht op het verzamelalbum Anthology 3. Een bewerking van beide takes van zowel "Don't Let Me Down" als "I've Got a Feeling" verschenen in 2003 op het album Let It Be... Naked. Tussen de nummers door speelde de band korte jams uit "I Want You (She's So Heavy)" en "God Save the Queen" terwijl de opnametapes werden verwisseld. Ook zong Lennon tussen de nummers door een aantal regels uit "Danny Boy" en "A Pretty Girl Is Like a Melody".
Op 28 januari 2022 verscheen het hele concert op streamingdiensten onder de titel Get Back - The Rooftop Performance. Hieronder volgt de tracklijst van dit album.

Alle muziek en teksten zijn geschreven door Lennon-McCartney, behalve track 7, een traditional. 
| Nr. | Titel                       | Duur |
| --- | --------------------------- | ---- |
| 1.  | Get Back (take 1)           | 4:43 |
| 2.  | Get Back (take 2)           | 3:24 |
| 3.  | Don't Let Me Down (take 1)  | 3:22 |
| 4.  | I've Got a Feeling (take 1) | 4:44 |
| 5.  | One After 909               | 3:09 |
| 6.  | Dig a Pony                  | 5:52 |
| 7.  | God Save the Queen          | 0:26 |
| 8.  | I've Got a Feeling (take 2) | 5:35 |
| 9.  | Don't Let Me Down (take 2)  | 3:30 |
| 10. | Get Back (take 3)           | 3:47 |

## Na het concert
Het concert wordt gezien als het eind van een tijdperk, aangezien het het laatste publieke optreden van The Beatles was. Op het moment dat het plaatsvond, dacht men echter dat het een repetitie was voor nieuwe tournees. Na het concert nam de groep nog het album Abbey Road op, maar in september 1969 verliet Lennon de band. De opnamen voor de documentaire, zowel film als muziek, waren echter nog niet uitgebracht, met uitzondering van de single "Get Back"/"Don't Let Me Down". In mei 1970, een maand nadat The Beatles officieel uit elkaar waren gegaan, resulteerden deze opnames in het album Let It Be en de gelijknamige documentaire.
Het optreden werd meerdere keren geparodieerd. In de film All You Need Is Cash van The Rutles, op zichzelf al een parodie van The Beatles, trad de band op een dak op. In "Homer's Barbershop Quartet", een aflevering van The Simpsons die eveneens de carrière van The Beatles parodieerde, traden aan het eind op het dak van Moe's Tavern op. George Harrison had een gastoptreden in deze aflevering; hij kwam langsrijden in een limousine en zei "It’s been done" (Dat is al eens gedaan). In de film Across the Universe, waarin enkel muziek van The Beatles wordt gebruikt, is eveneens een concert op een dak dat door de politie wordt gestopt te zien. U2 speelde in de videoclip van "Where the Streets Have No Name" het nummer op een dak in Los Angeles als eerbetoon aan het concert van The Beatles. Op 15 juli 2009 speelde McCartney zelf een verrassingsconcert op het dak van het Ed Sullivan Theater voor een aflevering van de Late Show with David Letterman.